# Tron Theatre

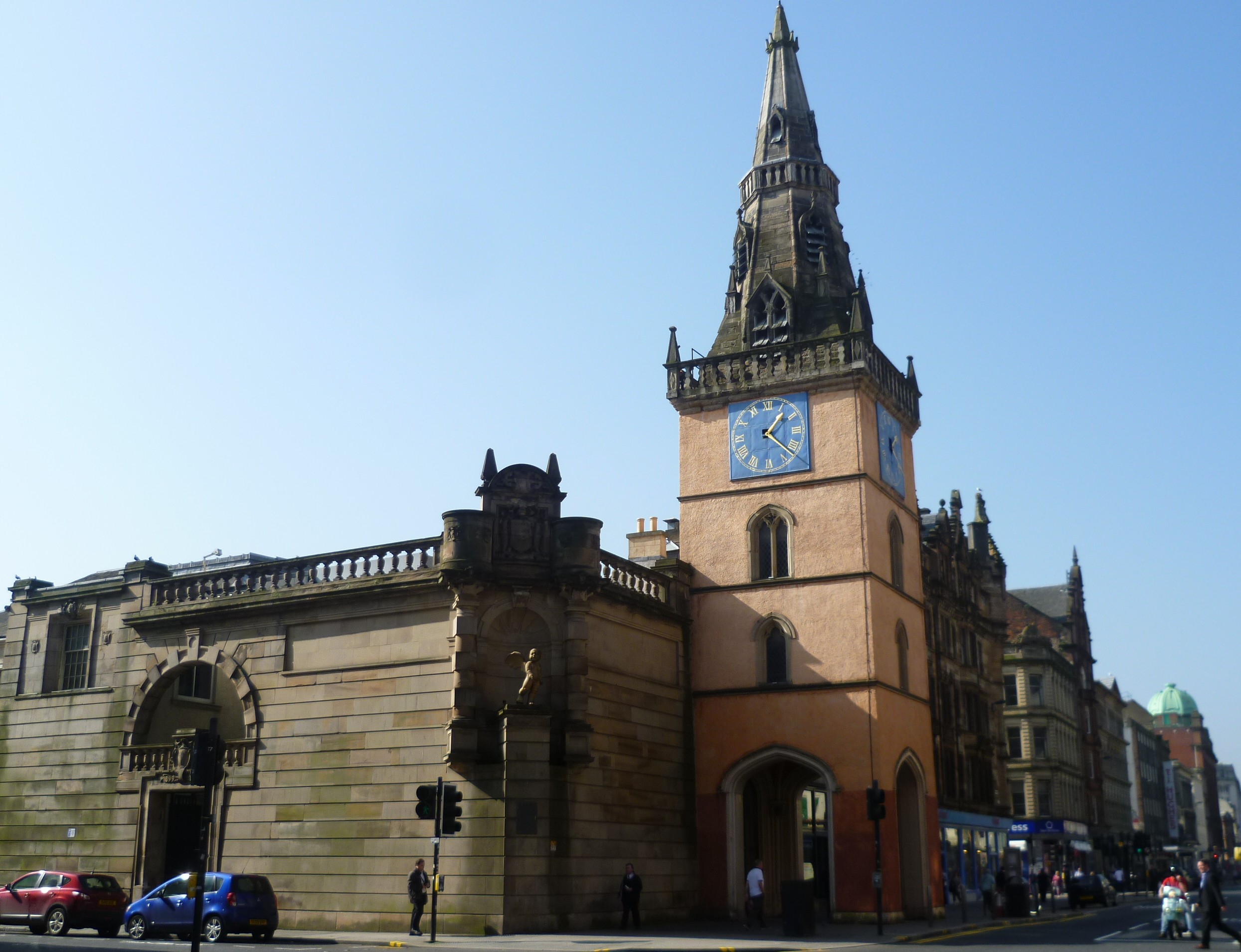
Tron Theatre

Das Tron Theatre, ehemals Tron Kirk, ist ein ehemaliges Kirchengebäude und heutiges Theater in der schottischen Stadt Glasgow. 1970 wurde das Bauwerk in die schottischen Denkmallisten in der höchsten Denkmalkategorie A aufgenommen. Der zugehörige Glockenturm Tron Steeple ist separat als Kategorie-A-Denkmal klassifiziert.

## Geschichte
1484 wurde am Standort die Church of St Mary and St Anne erbaut. Ihr Glockenturm wurde zwischen 1630 und 1636 fertiggestellt. Ein Brand, von welchem der Turm verschont blieb, verheerte die Kirche im Jahre 1793. In der Folge entstand der heute erhaltene Bau nach einem Entwurf von James Adam. Die neobarocke Blendmauer wurde 1899 durch John James Burnet hinzugefügt. Hierbei entstand ein Innenhof. 1981 richtete McGurn, Logan and Duncan in der zwischenzeitlich obsolet gewordenen Kirche ein Theater ein.

## Beschreibung
Das Tron Theatre steht am Trongate südöstlich des Glasgower Stadtzentrums. Auf Grund der Blendmauer und des davorliegenden Gebäudes ist die nordexponierte Hauptfassade der ehemaligen Kirche straßenseitig nur teilweise sichtbar. Die sieben Achsen weite, Harl-verputzte Fassade ist verhältnismäßig schlicht ausgestaltet. Das zentrale Hauptportal tritt segmentbögig aus er Fassade heraus. Es ist mit Architrav, Kämpferfenster und Ziergiebel gestaltet. Beidseitig schließen Treppentürme ab, die rückwärtig halbrund auslaufen. Im Zuge der Umbauarbeiten ging das Interieur zu weiten Teilen verloren.

## Tron Steeple
Der vierstöckige Glockenturm mit quadratischem Grundriss steht direkt an der Straße. Er ist nicht direkt mit dem Kirchengebäude verbunden. Seine Fassaden sind mit Harl verputzt. Zum Durchlass des Fußgängerverkehrs sind am Fuße Durchgänge mit Tudorbögen eingelassen. Sie entsprechen nicht dem Originalzustand, sondern wurden 1855 durch John Carrick geschaffen. Der Durchgang schließt mit einem Kreuzgewölbe. Der Turm ist schlicht ausgestaltet. Mit Ausnahme der Südfassade zeigen alle Fassaden im obersten Geschoss Turmuhren. Darüber verläuft eine Steinbalustrade mit Fialen an den Gebäudekanten. Der aufsitzende spitze Helm zeigt Lukarnen, die als Maßwerke gestaltet sind.